# Javier Flores
Javier 'Javi' Flores Santacruz (ur. 13 kwietnia 1988 w Kordobie) – hiszpański piłkarz występujący na pozycji pomocnika w Elche CF.